# Navid Afkari
Navid Afkari (in persiano نوید افکاری ‎; Shiraz, 1993 – Shiraz, 12 settembre 2020) è stato un lottatore iraniano, specializzato nella lotta libera e greco-romana. Dissidente, è stato condannato a morte dalle autorità iraniane dopo aver partecipato a delle proteste antigovernative nel 2018.

## Biografia
Durante la sua carriera nella lotta vinse alcuni campionati di nazionali e partecipò ai campionati internazionali.

### L'arresto e la condanna a morte
Insieme a due dei suoi fratelli, Navid Afkari partecipò alle proteste contro il governo iraniano del 2018. A margine di una manifestazione, le autorità iraniane sostennero che egli avesse accoltellato un dipendente di una società di fornitura di acqua, membro delle milizie Basij. Fu quindi arrestato con suo fratello, Vahid Afkari, il 17 settembre 2018. Un altro fratello, Habib Afkari, fu arrestato tre mesi dopo. Secondo le organizzazioni per i diritti umani le accuse erano infondate e motivate da persecuzione politica.
Le autorità sostennero che Navid Afkari avesse confessato l'omicidio. Lo stesso Navid Afkari, la sua famiglia e le organizzazioni per i diritti umani ritengono che la confessione sia stata ottenuta attraverso la tortura. La televisione di stato iraniana mostrò la sua confessione e le registrazioni del presunto crimine. Il tribunale penale iraniano lo condannò alla qisas nel 2018. Su richiesta della famiglia della guardia di sicurezza, il tribunale lo condannò a morte. Un tribunale rivoluzionario islamico emise poi una seconda condanna a morte per Moharabe, "inimicizia con Dio".
I suoi due fratelli, che avevano partecipato con lui alle proteste contro il regime iraniano, furono condannati a pene detentive di 54 e 27 anni. Inoltre, i tre furono condannati alla fustigazione con 74 frustate. La sentenza venne confermata dalla Corte Suprema del Paese nel 2020 e divenne definitiva. Gli attivisti iraniani per i diritti umani nel settembre 2020 manifestarono una crescente preoccupazione per l'imminenza dell'esecuzione della pena capitale. L'Iran Human Rights Monitor riferì nel settembre 2020 che Afkari era stato trasferito in un'ala di alta sicurezza, dove aveva subìto maltrattamenti, e che gli era stato negato il trattamento medico.
La Federazione internazionale dei diritti umani (FIDH) e l'organizzazione Giustizia per l'Iran segnalarono nel giugno 2020 che i media statali iraniani avevano pubblicato almeno 355 confessioni estorte negli ultimi dieci anni, e denunciarono che le autorità dell'Iran erano solite utilizzare sistematicamente le confessioni forzate per fare pressione e spaventare i dissidenti.
Navid Afkari venne giustiziato il 12 settembre 2020 nella prigione di Adel-Abad. La pena di morte, che inizialmente avrebbe dovuto essere eseguita solo dopo 74 frustate e una pena detentiva di sei anni e mezzo, era stata applicata con sorprendente rapidità. Alla sua famiglia non fu permesso di partecipare al funerale, che si tenne sotto stretta sorveglianza la notte successiva a Sangar, una città nella provincia meridionale di Fars.

### Le reazioni internazionali
La scena della lotta internazionale mostrò la sua solidarietà nei confronti di Afkari e protestò contro l'imminente esecuzione. Si mobilitarono diversi lottatori tra cui il tre volte campione del mondo Frank Stäbler e la campionessa mondiale Aline Rotter Focken.
Gli Stati Uniti e il Comitato Olimpico Internazionale sostennero una campagna per la sospensione della pena di morte di Afkari e rimasero sgomenti dopo l'esecuzione. Tuttavia, allo stesso tempo, il CIO dichiarò di rispettare la sovranità della Repubblica islamica dell'Iran.
L'associazione sportiva internazionale Global Athlete sollecitò sanzioni sportive per l'Iran, chiedendo al CIO e alla World Wrestling Federation di vietare all'Iran di partecipare alle competizioni per questa «odiosa esecuzione». Anche Amnesty International condannò l'esecuzione.
Il segretario di Stato americano Mike Pompeo scrisse su Twitter: «Questo è un orribile assalto alla dignità umana, anche per gli standard disgustosi di quel regime. Le voci del popolo iraniano non verranno messe a tacere». Il politico americano definì il regime iraniano «brutale e spietato».